# Kenan Şimşek
Kenan Şimşek (Ordu, Turquía, 1 de enero de 1968) es un deportista turco retirado especialista en lucha libre olímpica donde llegó a ser subcampeón olímpico en Barcelona 1992.

## Carrera deportiva
En los Juegos Olímpicos de 1992 celebrados en Barcelona ganó la medalla de plata en lucha libre olímpica de pesos de hasta 90 kg, tras el luchador Makharbek Khadartsev (oro) del Equipo Unificado, y por delante del estadounidense Chris Campbell (bronce).